# Jean Baptiste Féret

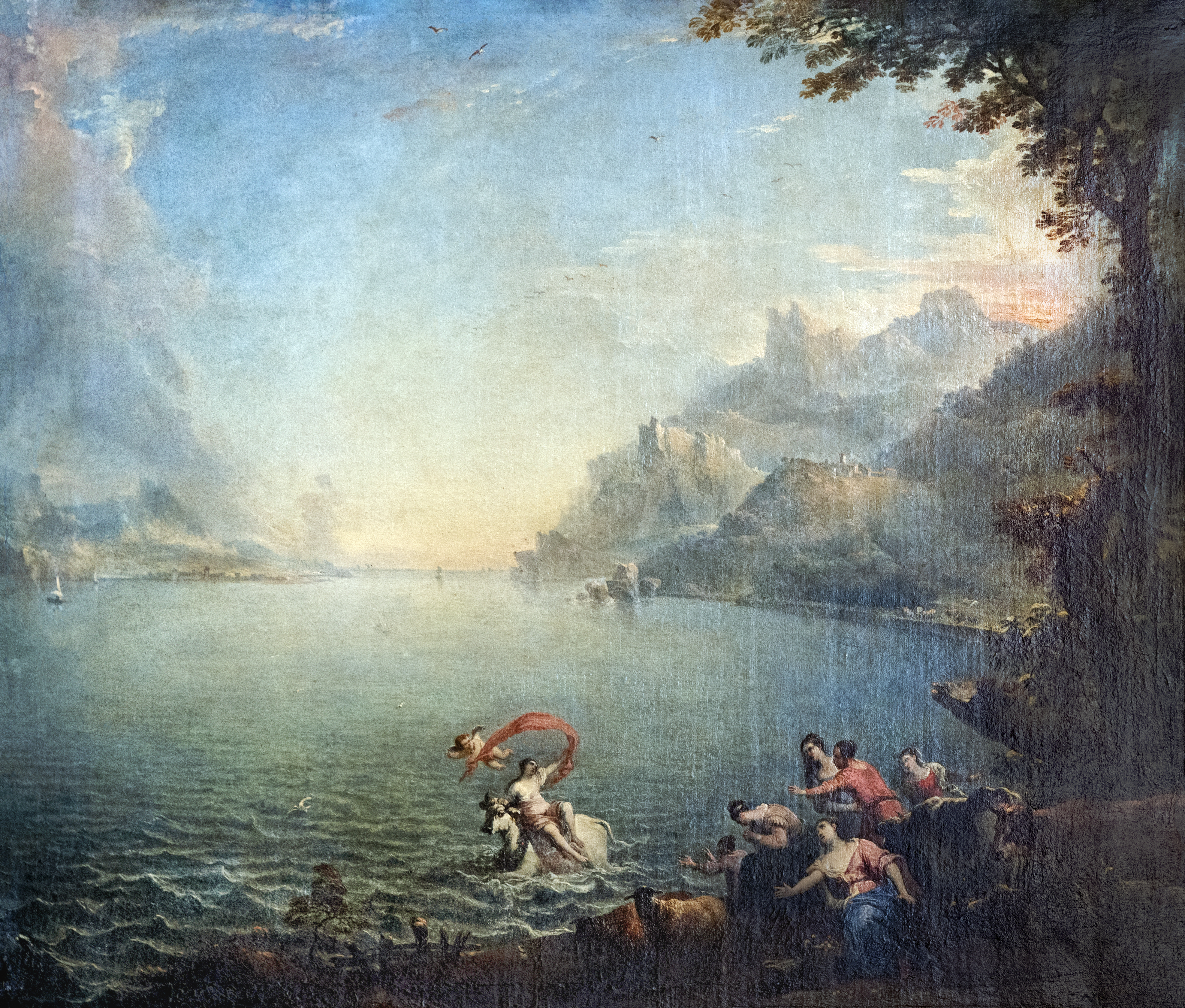
Enlèvement d 'Europe 1730.

Jean Baptiste Féret, född 1664 i Évreux, död 1 februari 1739 i Paris, var en fransk konstnär.
Féret var under några år bosatt bosatt i Stockholm, där han 1733 fick uppdraget att måla plafonden De fyra världsdelarnas salong och dekorativa blomstergrupper på Stockholms slott. Han erhöll i juli 1734 pass för en resa till Köpenhamn och Paris. Han var från 26 oktober 1709 medlem av Académie royale des peintres i Paris. Féret är representerad med blomstermotivsmålningar vid Uppsala universitets konstmuseum.